# Wacław Paleta
Wacław Paleta (ur. 16 stycznia 1939 w Krakowie, zm. 19 czerwca 2009 tamże) – polski koszykarz, występujący na pozycji rozgrywającego, multimedalista mistrzostw Polski, po zakończeniu kariery zawodniczej działacz klubowy.

## Życiorys
Jako nastolatek trenował też lekkoatletykę, a konkretnie skok w dal. W 1957 zdobył mistrzostwo Krakowa, w tej dyscyplinie.
Absolwent Akademii Górniczo-Hutniczej im. Stanisława Staszica w Krakowie. W przeszłości jako inżynier metalurg pracował w Hucie im. Sendzimira. 
Do 1987 pełnił funkcję kierownika żeńskiej drużyny Hutnika Kraków. 
Drugie małżeństwo zawarł z byłą koszykarką Wisły – Lucyną Kresa–Pozorską. 

## Osiągnięcia
- Mistrz:
  - Polski (1962)
  - akademicki Polski (2x)
- Wicemistrz Polski (1959)
- Brązowy medalista mistrzostw Polski (1958, 1960/61, 1962/63)
- Finalista pucharu Polski (1958)
- Awans do najwyższej klasy rozgrywkowej z AZS-em Kraków (1964)

Reprezentacja
- Uczestnik akademickich mistrzostw świata (1965 – Budapeszt)